# Rada vědeckých společností České republiky
Rada vědeckých společností České republiky z.s. (zkratka RVS ČR) je pobočný spolek Akademie věd České republiky sdružující vědecké společnosti a spolky.

## Historie
Rada vědeckých společností vznikla v roce 1990 v souvislosti s potřebou reformy dosavadního působení vědeckých společností Československé akademie věd a členských spolcích zaniklé Národní fronty.

## Organizační struktura
V radě působí Komise pro spolupráci s vědeckými společnostmi, ve které působí zástupci Akademické rady Akademie věd České republiky. Vrcholným orgánem je výkonný výbor, v čele s předsedou. Sídlem je budova Akademie věd České republiky v Praze na Starém Městě, Národní č.p. 1009/3. 

## Vedení

### Předsedové
- Jaroslav Valenta (1990–2002)
- Ivo Hána (2002–2013)
- Lubomír Hrouda (od 2013)

## Členské společnosti

### Přírodní vědy
- Česká asociace geofyziků
- Česká aerosolová společnost
- Česká algologická společnost
- Česká anatomická společnost
- Česká arachnologická společnost
- Česká astronomická společnost
- Česká bioklimatologická společnost
- Česká botanická společnost
- Česká fytopatologická společnost
- Česká geografická společnost
- Česká geologická společnost
- Česká herpetologická společnost
- Česká imunologická společnost
- Česká kartografická společnost
- Česká limnologická společnost
- Česká meteorologická společnost
- Česká parazitologická společnost
- Česká pedologická společnost
- Česká speleologická společnost
- Česká společnost antropologická
- Česká společnost entomologická
- Česká společnost experimentální biologie rostlin
- Česká společnost histo- a cytochemická
- Česká společnost chemická
- Česká společnost ornitologická
- Česká společnost pro biochemii a molekulární biologii
- Česká společnost pro biomechaniku
- Česká společnost pro buněčnou biologii
- Česká společnost pro ekologii z.s
- Česká společnost pro krajinnou ekologii
- Česká společnost pro kybernetiku a informatiku
- Česká společnost pro mechaniku
- Česká společnost pro strukturní biologii
- Česká společnost pro vědeckou kinematografii
- Česká společnost pro vlastnosti vody a vodní páry
- Česká vědecká společnost pro mykologii
- Česká zoologická společnost
- České biofyzikální sdružení
- Česko-slovenská biologická společnost
- Československá mikroskopická společnost
- Československá společnost mikrobiologická
- Český komitét pro geodézii a geofyziku
- Jednota českých matematiků a fyziků
- Krystalografická společnost
- Společnost pro kompozitní a uhlíkové materiály
- Společnost pro vědu o laboratorních zvířatech

### Společenské vědy
- Česká archeologická společnost
- Česká archivní společnost
- Česká asociace orální historie
- Česká asociace pedagogického výzkumu
- Česká asociace pro africká studia
- Česká asociace pro sociální antropologii
- Česká demografická společnost
- Česká genealogická a heraldická společnost v Praze
- Česká kardiologická společnost
- Česká kinantropologická společnost
- Česká kineziologická společnost
- Česká kriminologická společnost
- Česká národopisná společnost
- Česká pedagogická společnost
- Česká platónská společnost
- Česká politologická společnost
- Česká sociologická společnost
- Česká společnost ekonomická
- Česká společnost novořeckých studií
- Česká společnost pro hudební vědu
- Česká společnost pro katolickou teologii
- Česká společnost pro mezinárodní právo
- Česká společnost pro právo životního prostředí
- Česká společnost pro religionistiku
- Česká společnost pro slavistická, balkanistická a byzantologická studia
- Česká statistická společnost
- Českomoravská psychologická společnost
- Český klub skeptiků Sisyfos
- Český komitét pro logiku, metodologii a filozofii vědy
- Jazykovědné sdružení České republiky
- Jednota klasických filologů
- Kruh moderních filologů
- Literárněvědná společnost
- Matice moravská
- Rada vědeckých společností ČR
- Sdružení historiků České republiky
- Společnost Edvarda Beneše
- Společnost pro církevní právo
- Společnost pro dějiny věd a techniky
- Společnost pro estetiku
- Společnost pro hospodářské a sociální dějiny České republiky
- Společnost pro technologie ochrany památek
- Uměleckohistorická společnost
- Unie Comenius